# Meksyk na Zimowych Igrzyskach Olimpijskich 2010

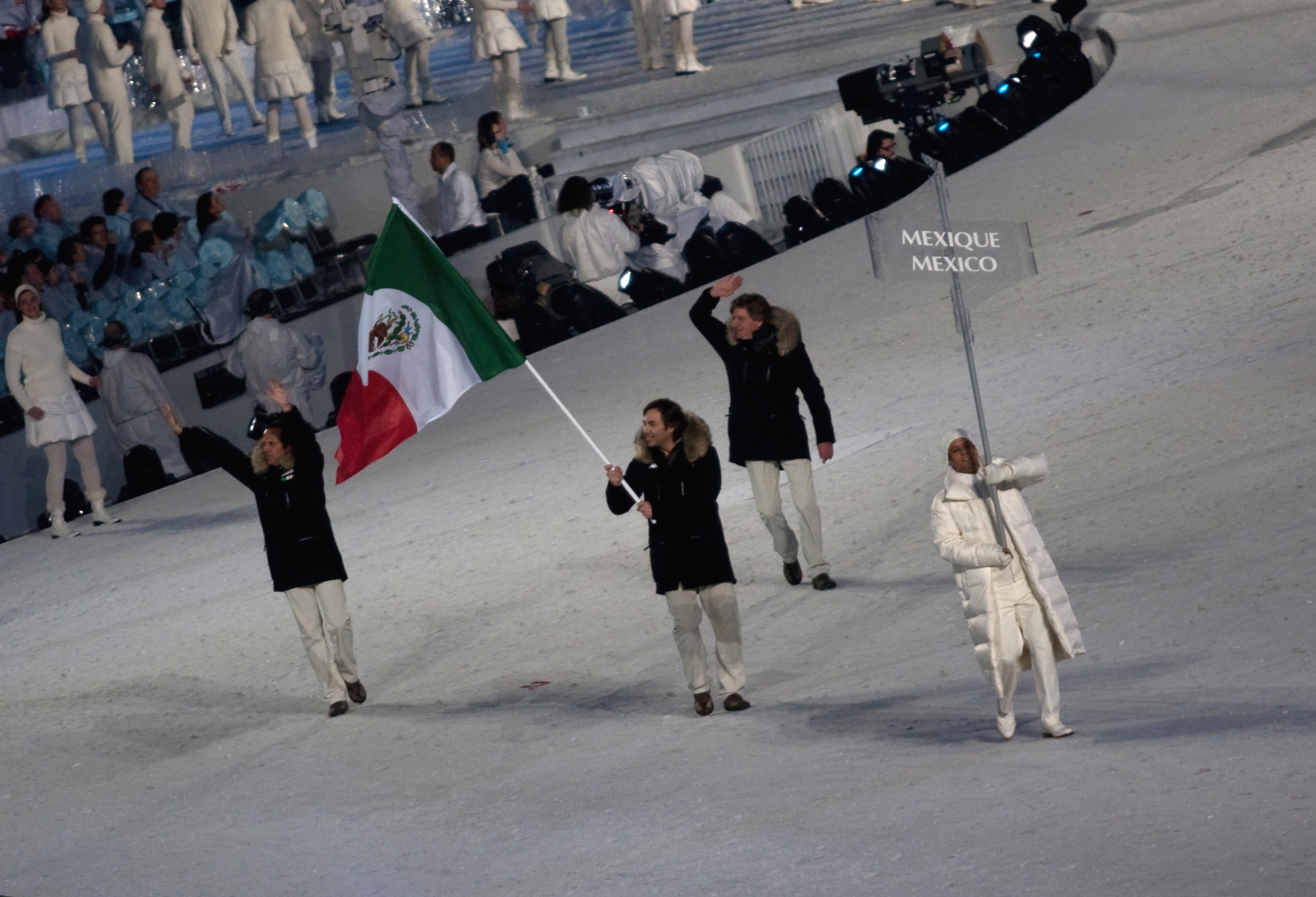
Reprezentacja Meksyku podczas ceremonii otwarcia igrzysk w Vancouver

Meksyk na Zimowych Igrzyskach Olimpijskich 2010 – jednoosobowa reprezentacja Meksyku na igrzyskach olimpijskich w Vancouver w 2010 roku.
W składzie znalazł się narciarz alpejski Hubertus von Hohenlohe, który w dniu otwarcia igrzysk miał 51 lat i 22 dni. Dla zawodnika był to piąty start olimpijski w karierze – wcześniej wystąpił w Sarajewie (1984), Calgary (1988), Albertville (1992) i Lillehammer (1994). W Vancouver zaprezentował się w dwóch konkurencjach, zajmując 46. miejsce w slalomie i 78. w slalomie gigancie. 
Hubertus von Hohenlohe pełnił funkcję chorążego reprezentacji Meksyku podczas ceremonii otwarcia i zamknięcia igrzysk. Reprezentacja Meksyku weszła na stadion olimpijski jako 52. w kolejności – pomiędzy ekipami z Maroka i Mołdawii.
Był to 7. start reprezentacji Meksyku na zimowych igrzyskach olimpijskich i 28. start olimpijski, wliczając w to letnie występy.

## Skład reprezentacji

### Narciarstwo alpejskie
| Konkurencja            | Zawodnik               | Zjazd 1 | Zjazd 1 | Zjazd 2 | Zjazd 2 | Łącznie | Łącznie |
| Konkurencja            | Zawodnik               | Czas    | Miejsce | Czas    | Miejsce | Czas    | Miejsce |
| ---------------------- | ---------------------- | ------- | ------- | ------- | ------- | ------- | ------- |
| Slalom mężczyzn        | Hubertus von Hohenlohe | 1:02,09 | 52.     | 1:05,69 | 46.     | 2:07,78 | 46.     |
| Slalom gigant mężczyzn | Hubertus von Hohenlohe | 1:34,50 | 86.     | 1:36,97 | 77.     | 3:11,47 | 78.     |